# Station Ieper
Station Ieper is een spoorwegstation langs spoorlijn 69 (Kortrijk - Poperinge), ten westen van het centrum van de stad Ieper. Van 1868 tot 1983 lag het station aan een knooppunt tussen spoorlijn 69 en de spoorlijnen 63 (Torhout - Ieper) en 64 (Roeselare - Ieper). De verbinding met spoorlijn 64 werd opgebroken in 1970, die met spoorlijn 63 in 1983. Het huidige station bestaat uit een wachtzaal met loket en telt twee perrons, maar bestond tot de aanleg van de tunnel uit vijf sporen en drie perrons. De perrons zijn met elkaar verbonden door een tunnel. Met de aanleg van die tunnel verdween het vijfde spoor. Later werd ook het vierde spoor en daardoor ook het derde perron verwijderd waardoor er nu nog slechts drie sporen aanwezig zijn. Het derde spoor heeft enkel nog een verbinding richting Poperinge. In de gevel van het station bevindt zich een afbeelding van de stadsreus Goliath.
Sinds 1 maart 2024 zijn de loketten van dit station enkel in de week geopend tussen 7 en 10.15 uur.

## Geschiedenis
Het station werd gebouwd met de aanleg van spoorlijn 69 in 1854 en geopend op 1 maart 1854 als tijdelijk eindstation. Op 20 maart 1854 werd de spoorlijn naar Poperinge geopend. In 1863 werd de lijn naar Roeselare (64) geopend en in 1873 naar Torhout (63). Al gauw bleek het stationsgebouw te klein te zijn. Aan het eind van de eeuw werd begonnen met de bouw van een nieuw station, dat op 1 mei 1900 in gebruik werd genomen. In 1905 werd verderop, waar zich nu het OCC Perron bevindt, de buurtspoorwegen opgericht. Lang zou het stationsgebouw niet bestaan. In 1914 brak de Eerste Wereldoorlog uit waarbij het stationsgebouw werd vernield. De gebouwen van het psychiatrische instelling langs de Poperingseweg namen de stationsfunctie over voor wat betreft logistieke opdrachten voor militaire doeleinden, zoals de aan- en afvoer van soldaten.
Na de oorlog, in 1920, werd een nieuw gebouw in gebruik genomen dat opvallend veel groter was dan het voorgaande gebouw. Het aantal toeristenreizigers nam sterk toe; vanwege het oorlogstoerisme werd zelfs besloten tot een opstapplaats voor taxi's. In 1961 werd het huidige stationsgebouw opgericht.

## Werkzaamheden stationsomgeving en kritiek
Na jarenlange vertraging werd op 4 maart 2013 begonnen met vernieuwing van de omgeving van het station. Zo werden de toegangswegen gerenoveerd, werden de bushaltes opnieuw ingedeeld en kreeg het nabijgelegen cultuurcentrum "Het Perron" een eigen pleintje dat verbonden werd met het bus- en treinstation. De parking werd ook herzien en er werd een wandelpad aangelegd vanuit de uitgang van het station tot aan de Maarschalk Fochlaan. Bovendien kreeg het station aan de achterkant een extra parking met een toegang vanuit de Tulpenlaan. Het aantal parkeerplaatsen werd hiermee aanzienlijk vergroot. Het vierde spoor verdween, maar de vrijgekomen grond werd niet benut. Voor minder mobiele personen werd er een pad aangelegd van perron 2 naar de achterste parkeerplaats; hiervoor dient echter een omweg gemaakt te worden om de voorkant van het station te bereiken. De perrons werden verhoogd naar een standaardhoogte van 76 centimeter en werden uitgerust met blindegeleidetegels met noppen. Hierbij verdween de toegang naar spoor 3, waardoor er nog 2 perrons overbleven. Ook werden er later blauwe lichten voorzien. Met het licht werd een kalmerend effect beoogd dat bij moest dragen aan een lager aantal zelfdodingen rond het station.
Na de realisatie van de renovatiewerken in en rond het station, kwam veel kritiek van Ieperlingen. Een nieuw gebouw dat De Lijn in gebruik nam werd beschouwd als een lelijk gebouw dat het lelijke stationsgebouw verbergt. Het perron van spoor 1 was aangelegd met een hek tussen het perron en het stationsgebouw, waardoor ook minder mobiele personen een omweg moeten maken om het perron te kunnen verlaten. Ook de afwijkende vormgeving van de bushaltes werd bekritiseerd, en het feit dat het perron zelf wel werd vernieuwd maar het interieur van het stationsgebouw niet. De verkeerslichten en de rotondes verderop in de Capronstraat dragen tijdens de spitsuren bij aan een chaotische situatie in het verkeer, vooral wanneer de spoorovergangen aan beide kanten van het station sluiten. Meerdere keren werden gepoogd de situatie te verbeteren, door wijzigingen door te voeren bij de verkeerslichten. Zo verdwenen de verkeerslichten voor fietsers ter hoogte van het perron en dienden voetgangers op een knop te drukken wanneer ze wilden oversteken en werd ook de situatie van de overige verkeerslichten gewijzigd. met de bedoeling het verkeer vlotter te laten doorvloeien. De verkeerslichten voor fietsers en voetgangers aan de Dikkebusseweg werden later verwijderd en het volledige fiets- en voetgangerscirculatieplan rond dat punt herzien.

## Goederenstation
Wat verderop richting Kortrijk bevond er zich een groot stuk grond van de NMBS met een bundel van twaalf sporen, het zogenaamde Ieperse goederenstation (Telegrafische code FIV). Sommige kregen stroom, maar de meeste kregen dit niet en waren buiten dienst gesteld. Nu zijn al deze ongebruikte sporen, met uitzondering tot een spoor dat nog in gebruik zal worden genomen, verwijderd. Eind 2016 kocht stad Ieper twee percelen grond langs de spoorwegbedding. Na onderhandelingen met de NMBS, nam stad Ieper nog eens 4,3 hectare gronden over. Stad Ieper wil naar de toekomst de aangekochte gronden benutten voor onder meer woongelegenheid, fiets- en voetgangersverbindingen en groen.

## Mobiliteit
Bij het station van Ieper, is er mogelijkheid van verschillende mobiliteiten.
- Bussen van De Lijn
- Blue-bike
- Autodelen
- Parking met elektrische laadpalen

## Galerij

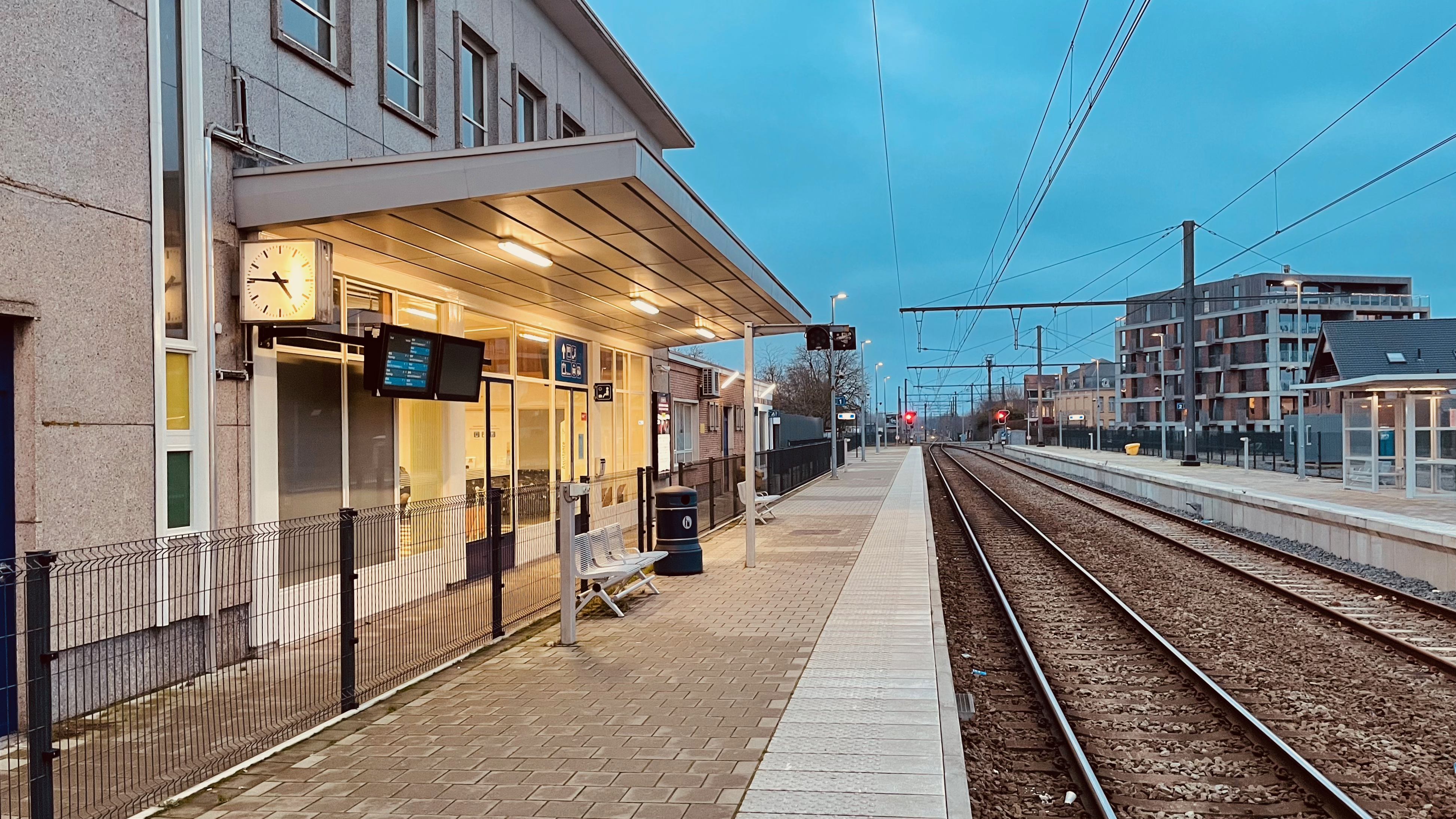
Zicht op het perron
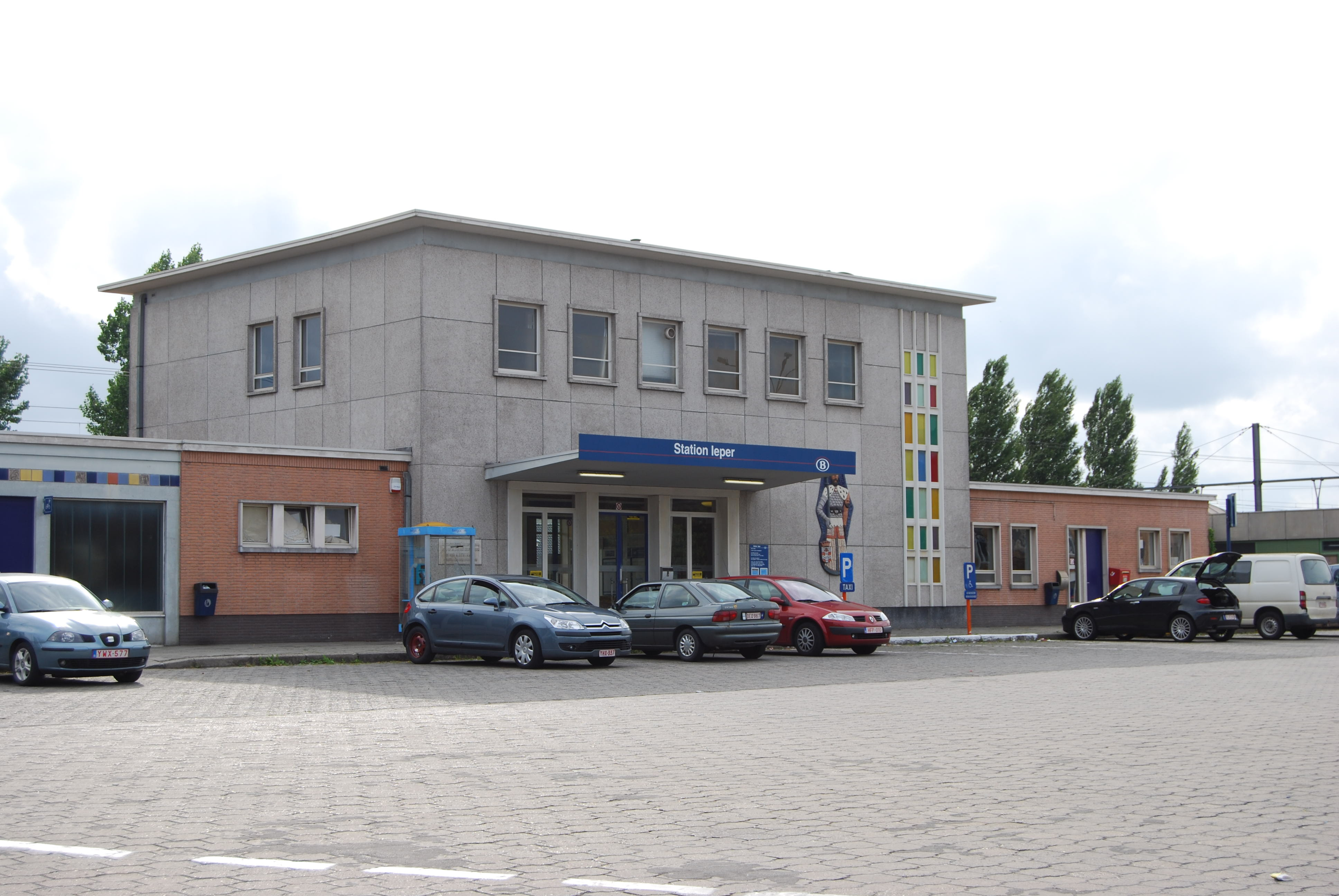
Het stationsgebouw (2009)
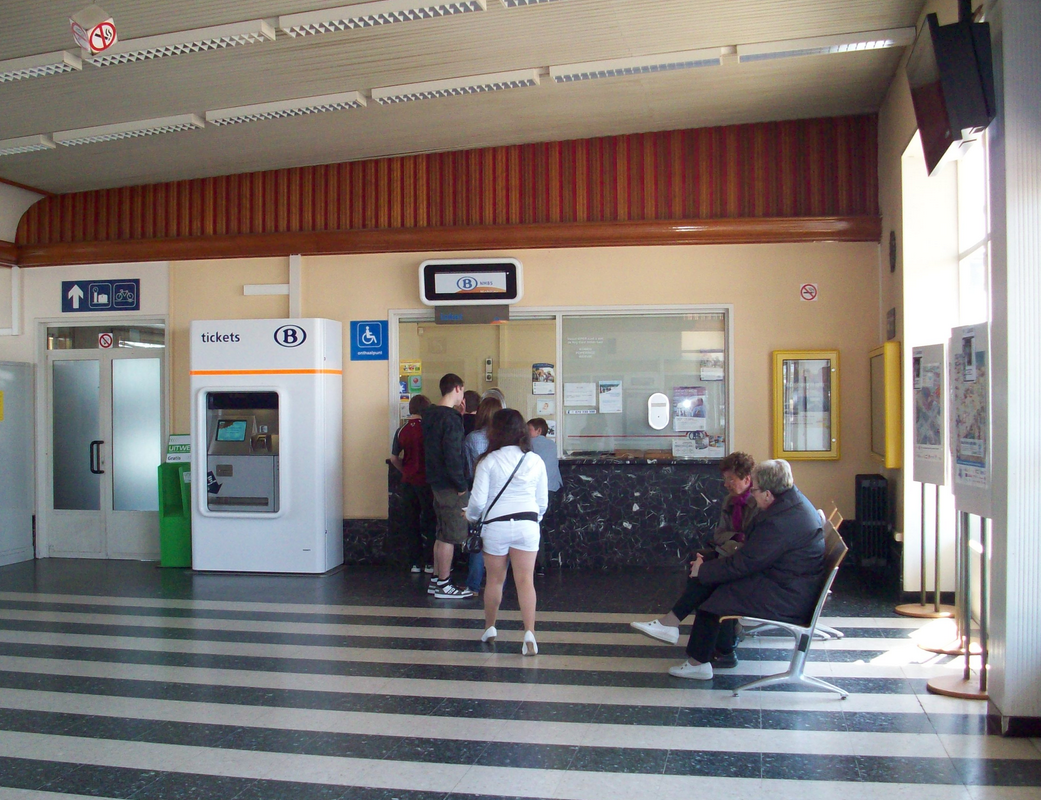
Lokethal
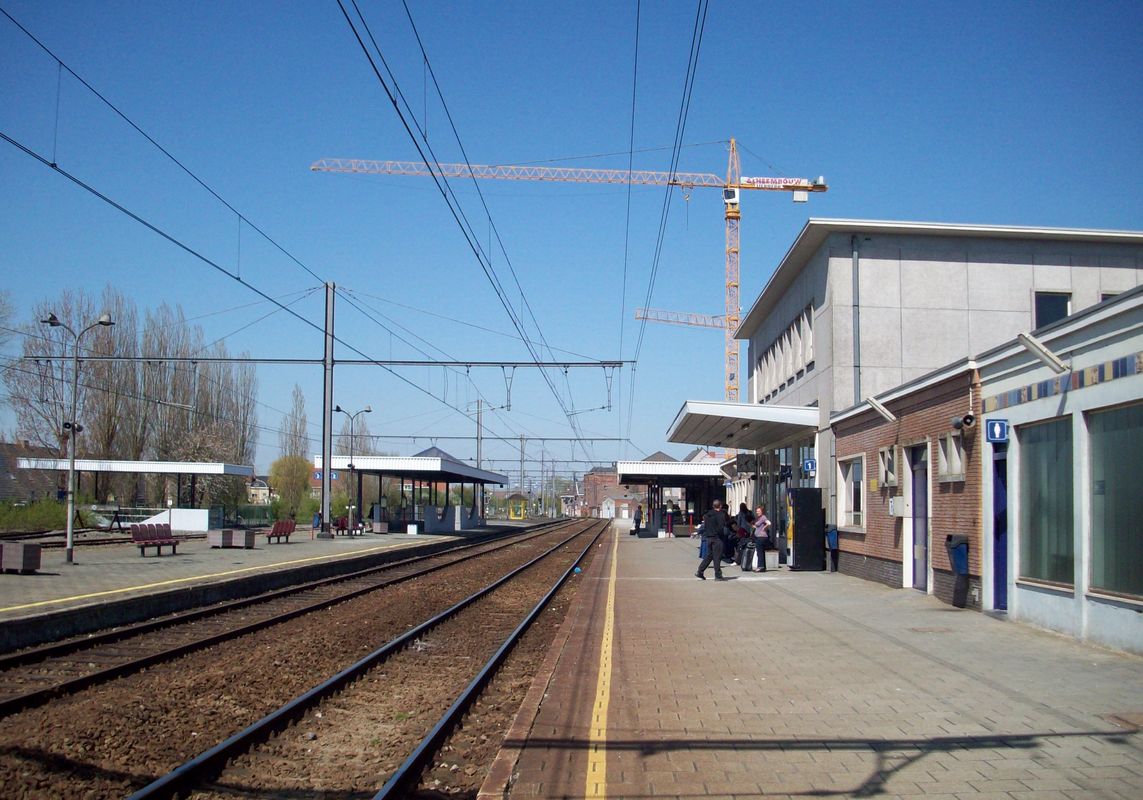
Zicht op de sporen
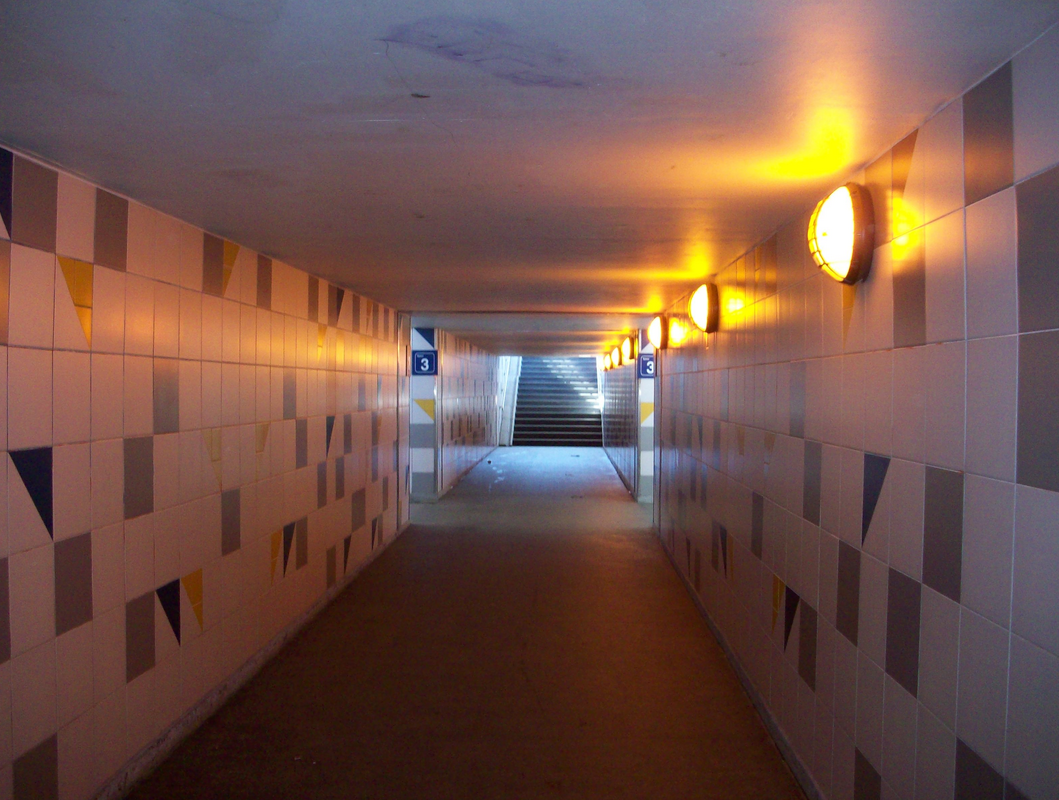
Verbindingstunnel
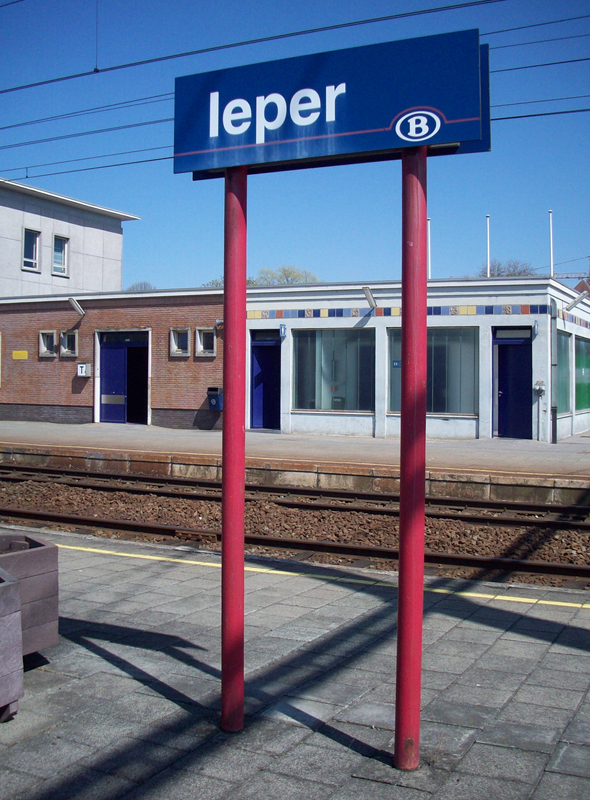
Naambord
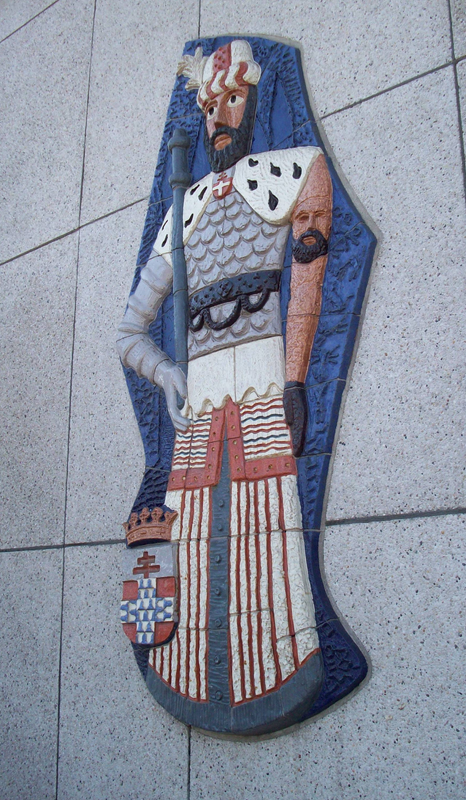
Stadsreus Goliath ingewerkt in de voorgevel
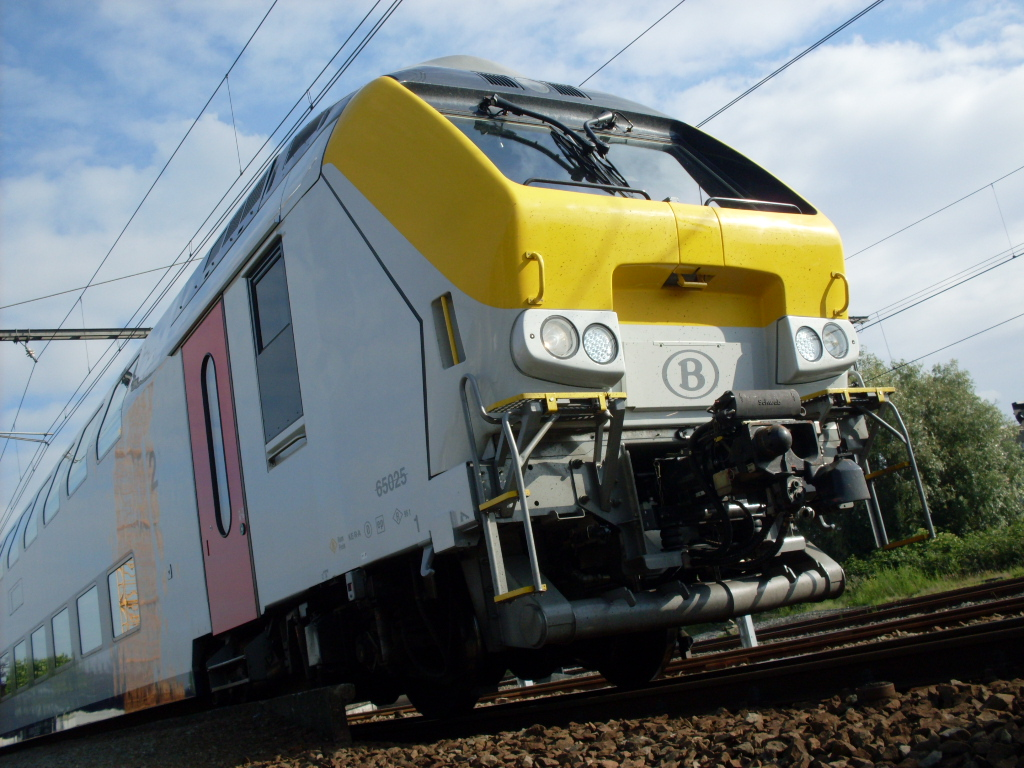
Een M6-stuurstandrijtuig, met de GF-koppeling, te Ieper.

## Treindienst
| Serie       | Treinsoort          | Route | Bijzonderheden                                                              |
| ----------- | ------------------- | --- | --------------------------------------------------------------------------- |
| IC 04       | Intercity (NMBS)    | Antwerpen-Centraal – Gent-Sint-Pieters – Kortrijk – Ieper – Poperinge                                                       |                                                                             |
| P 7000/8000 | Piekuurtrein (NMBS) | [ Oostende – Brugge – ] / [ De Panne – ] / [ Poperinge – Ieper – Kortrijk – ] Gent-Sint-Pieters – Brussel-Zuid – Schaarbeek | Twee treinen per dag per richting. Een trein op zondagavond vanaf De Panne. |
| P 7080/8080 | Piekuurtrein (NMBS) | Poperinge – Ieper – Kortrijk                                                                                                | Rijdt alleen op werkdagen.                                                  |
| P 8890      | Piekuurtrein (NMBS) | Poperinge – Ieper – Kortrijk – Gent-Sint-Pieters – Mechelen – Leuven – Sint-Joris-Weert                                     | Een trein op zondagavond.                                                   |

## Reizigerstellingen
De grafiek en tabel geven het gemiddeld aantal instappende reizigers weer op een week-, zater- en zondag.
| Tabel: aantal instappende reizigers station Ieper | Tabel: aantal instappende reizigers station Ieper | Tabel: aantal instappende reizigers station Ieper | Tabel: aantal instappende reizigers station Ieper |
|                                                   | Weekdag                                           | Zaterdag                                          | Zondag                                            |
| ------------------------------------------------- | ------------------------------------------------- | ------------------------------------------------- | ------------------------------------------------- |
| 1977                                              | 949                                               | 289                                               | 493                                               |
| 1978                                              | 859                                               | 288                                               | 537                                               |
| 1979                                              | 808                                               | 309                                               | 654                                               |
| 1980                                              | 820                                               | 304                                               | 596                                               |
| 1981                                              | 880                                               | 326                                               | 758                                               |
| 1982                                              | 1 071                                             | 371                                               | 660                                               |
| 1983                                              | 1 126                                             | 327                                               | 882                                               |
| 1984                                              | 887                                               | 344                                               | 538                                               |
| 1985                                              | 1 168                                             | 329                                               | 723                                               |
| 1986                                              | 1 317                                             | 265                                               | 568                                               |
| 1987                                              | 1 130                                             | 350                                               | 744                                               |
| 1988                                              | 1 155                                             | 419                                               | 929                                               |
| 1989                                              | 1 216                                             | 378                                               | 695                                               |
| 1990                                              | 1 036                                             | 424                                               | 673                                               |
| 1991                                              | 1 176                                             | 430                                               | 987                                               |
| 1992                                              | 1 161                                             | 418                                               | 917                                               |
| 1993                                              | 1 182                                             | 458                                               | 843                                               |
| 1994                                              | 1 151                                             | 516                                               | 932                                               |
| 1995                                              | 1 034                                             | 419                                               | 818                                               |
| 1996                                              | 1 158                                             | 582                                               | 905                                               |
| 1997                                              | 1 059                                             | 501                                               | 692                                               |
| 1998                                              | 1 130                                             | 484                                               | 864                                               |
| 1999                                              | 1 312                                             | 533                                               | 974                                               |
| 2000                                              | 1 297                                             | 519                                               | 866                                               |
| 2001                                              | 1 365                                             | 619                                               | 1 113                                             |
| 2002                                              | 1 274                                             | 603                                               | 1 059                                             |
| 2003                                              | 1 290                                             | 670                                               | 1 064                                             |
| 2004                                              | 1 293                                             | 652                                               | 1 084                                             |
| 2005                                              | 1 301                                             | 785                                               | 1 262                                             |
| 2006                                              | 1 317                                             | 710                                               | 981                                               |
| 2007                                              | 1 200                                             | 695                                               | 1 230                                             |
| 2008                                              | -                                                 | -                                                 | -                                                 |
| 2009                                              | 1 080                                             | 548                                               | 991                                               |
| 2010                                              | -                                                 | -                                                 | -                                                 |
| 2011                                              | -                                                 | -                                                 | -                                                 |
| 2012                                              | 1 148                                             | 556                                               | 791                                               |
| 2013                                              | 1 169                                             | 526                                               | 599                                               |
| 2014                                              | 1 203                                             | 563                                               | 754                                               |
| 2015                                              | 1 199                                             | 536                                               | 788                                               |
| 2016                                              | 1 226                                             | 675                                               | 948                                               |
| 2017                                              | 1 257                                             | 486                                               | 687                                               |
| 2018                                              | 1 191                                             | 528                                               | 699                                               |
| 2019                                              | 1 190                                             | 613                                               | 718                                               |
| 2020                                              | 936                                               | 399                                               | 436                                               |
| 2021                                              | -                                                 | -                                                 | -                                                 |
| 2022                                              | 1 228                                             | 605                                               | 827                                               |
| 2023                                              | 1 175                                             | 738                                               | 840                                               |
| 2024                                              | 1 123                                             | 404                                               | 464                                               |

Het jaartal 2020 was opvallend minder, vooral tijdens het weekend, door de COVID-19 pandemie, waardoor het toerisme daalde en meer thuiswerk werd aanbevolen.

## Toerisme nabij het station
- Ieperse vestingen: de Vestingen van Ieper met het nabijgelegen kruitmagazijn bevinden zich een 100 meter van het station. De Ieperse vestingen dateren uit de 12de eeuw en zijn tot heden gegroeid tot een natuurrijk wandelpad vol met verschillende dieren, vooral vogels. Op de vestingen bevindt zich een toeristische wandelroute die 2,6 km lang is en start bij het Kruitmagazijn. Op de vestingen bevinden zich talrijke historische constructies en monumenten, zoals de Predikherentoren, de Leeuwentoren, kruitmagazijnen, Rijselpoort met de nabijgelegen Britse Eerste Wereldoorlog-begraafplaats Ramparts Cemetery (Lille Gate), de IJskelder en de Menenpoort met het nabijgelegen Indisch monument, enzovoort.
- Restaurant Pacific Eiland: een restaurant dat zich bevindt op een van de drie overgebleven Halve Manen van de Ieperse Vestingen. Er bestaat de mogelijkheid om de Vestingpoelen te bevaren met bootjes.
- CultuurCentrum Het Perron: in 2011 werd het CultuurCentrum Het Perron geopend. Het bevindt zich vlak naast het station, op de plaats waar zich het gebouw van de veemarkt bevond. In dit nieuwe complex bevinden zich het CultuurCentrum, de jeugddienst en vzw Argos. Het beschikt o.a. over een theaterzaal met 540 zitjes, een tentoonstellingsruimte, cafetaria, vergaderzalen en een polyvalente zaal.
- Kanaal Ieper-Komen was een geplande kanaal tussen de Leie en de Ieperlee, dat vlak achter het station bevindt. Langsheen het kanaal, kan je te voet of per fiets naar de Palingbeek dat 3 kilometer verder ligt.

0,0: Torhout ·
6,7: Kortemark ·
9,7: Sint-Jozef ·
12,9: Staden ·
16,9: Westrozebeke ·
19,7: Poelkapelle ·
22,7: Langemark ·
27,1: Boezinge ·
31,0: Brielen ·
32,3: Ieper
0,0: Roeselare ·
5,9: Vierkavenhoek ·
10,0: Moorslede-Passendale ·
12,1: Kerselaar ·
13,8: Zonnebeke ·
17,8: Frezenberg ·
20,1: Kruiskalsijde ·
23,0: Ieper
0: Kortrijk ·
0,3: Kortrijk-West ·
1,6: Bissegem ·
5,1: Wevelgem ·
10,4: Menen ·
12,2: Menen-Koekoek ·
15,6: Wervik ·
17,5: Comines-Hospice ·
19,2: Komen ·
22,8: Houthem ·
24,6: Hollebeke ·
28,5: Zillebeke ·
31,9: Ieper ·
35,7: Vlamertinge ·
38,2: Brandhoek ·
42,0: Poperinge ·
48,0: Abele